# Gymnelia
Gymnelia är ett släkte av fjärilar. Gymnelia ingår i familjen björnspinnare.

## Dottertaxa tillGymnelia, i alfabetisk ordning[1]
- Gymnelia abdominalis
- Gymnelia baroni
- Gymnelia beata
- Gymnelia beatrix
- Gymnelia bricenoi
- Gymnelia carabayana
- Gymnelia cennocha
- Gymnelia cincta
- Gymnelia colona
- Gymnelia doncasteri
- Gymnelia dubia
- Gymnelia ducei
- Gymnelia ethodaea
- Gymnelia eusebia
- Gymnelia felderi
- Gymnelia flavicapilla
- Gymnelia flavitarsis
- Gymnelia gaza
- Gymnelia gemmifera
- Gymnelia guapila
- Gymnelia hampsoni
- Gymnelia hilaris
- Gymnelia hyaloxantha
- Gymnelia ichneumonoides
- Gymnelia jordani
- Gymnelia jujuyensis
- Gymnelia latimarginata
- Gymnelia lucens
- Gymnelia ludga
- Gymnelia lycopolis
- Gymnelia lyrcea
- Gymnelia metallica
- Gymnelia nigricornis
- Gymnelia nobilis
- Gymnelia odyneroides
- Gymnelia ottonis
- Gymnelia paranapanema
- Gymnelia patagiata
- Gymnelia pavo
- Gymnelia peculiaris
- Gymnelia peratea
- Gymnelia perniciosa
- Gymnelia salvini
- Gymnelia scintillans
- Gymnelia scita
- Gymnelia scitillans
- Gymnelia semicincta
- Gymnelia sephala
- Gymnelia simillimum
- Gymnelia steinbachi
- Gymnelia stretchi
- Gymnelia stuarti
- Gymnelia taos
- Gymnelia tarapotensis
- Gymnelia vesparia
- Gymnelia villia
- Gymnelia viridicingulata
- Gymnelia xanthogastra
- Gymnelia zelosa